# Movimento Nacional de Meninos e Meninas de Rua
El Movimento Nacional de Meninos e Meninas de Rua (MNMMR) és una organització no governamental creada el 1985 per un grup d'educadors de Brasil a instàncies de l'UNICEF.
Coordinada per Mario Volpi l'associació té més de 3.000 educadors que treballen en favor de millorar les condicions dels meninos i meninas, els "nens del carrer" de Brasil. Uns 17 milions de nens es troben en situació d'abandonament i uns altres set no tenen cap vincle familiar, per la qual cosa viuen als carrers de les grans ciutats de Brasil.
Aquest moviment treballa en sintonia amb Amnistia Internacional desenvolupant una lluita constant per assegurar els drets d'aquests "nens del carrer" i fer-los sortir d'aquesta vida marginal, reeintegrant-los en un món sense violència i persecució així com amb el desig de buscar una sortida professional per a ells.
El 1994 fou guardonada, al costat de les ONG Mensajeros de la Paz i Save the Children, amb el Premi Príncep d'Astúries de la Concòrdia.